# Makrijan Mlađi
Makrijan Mlađi (? - 261., rimski uzurpator (261) i sin Makrijana Starijeg. 
Makrijan je dobio carsku službu zajedno sa svojim bratom Kvijetom. Dva su brata kao carevi bili priznati u istočnom dijelu carstva s uporištem u Egiptu. Pokušali su eliminirati svojega konkureta Galijena, ali su naposljetku bili ubijeni.